# Resistance (Album)
Resistance ist ein Musikalbum von Family 5. Es erschien 1985 unter dem Label Sneaky Pete Records und wird dem Genre Soul-Punk zugerechnet.

## Musikstil
Resistance ist das erste „richtige“ Longplay-Album der Band Family 5, es wurde von der Kritik hoch gelobt, einige Rezensenten bezeichnen die Platte inzwischen als „die bessere Monarchie und Alltag“ (Intro, Süddeutsche Zeitung, Spex). Das Album wurde auf Sneaky Pete Records, dem Label von Peter Hein und Xaõ Seffcheque, mit einer Startauflage von 5.000 Exemplaren veröffentlicht und unabhängig vertrieben. Das Album gilt als wichtig, weil es als erstes energetische Elemente des Punk, des durch straffe Bläsersätze gekennzeichneten Mod-orientierten Soul und die Weiterentwicklung deutscher Songtexte, wie man sie bisher nur von den Fehlfarben kannte, verschmolz. Neben den Coverversionen Gloria von Them und The Backstreet Boys von Patrick Fitzgerald gab es zehn von Xaõ Seffcheque komponierte Stücke sowie mit Katja einen Song von Markus Wienstroer. Sämtliche deutschen Texte steuerte Peter Hein bei.

## Entstehungsgeschichte
Nachdem die Band bereits die Mini-Alben Ball der Verwirrung (1983) und (in Italien, 1984) Per un pugno di Lire veröffentlicht hatte, nahm sie im Studio Langendreer (Bochum) noch weitere Stücke für das Album auf. Einige Songs wie Du wärst so gern dabei, Die kapieren nicht, 200.000 Stunden, Schön ist anders, Wir bleiben, 42 und Der Schaum der Tage wurden in Rohfassungen bereits im Rahmen der Aufnahmesession zu Ball der Verwirrung 1983 eingespielt. Jochen Hülder, Manager der Band Die Toten Hosen, wollte das Album auf dem Totenkopf-Label veröffentlichen, wo bereits Anfang 1983 die Family 5-Single Tagein Tagaus erfolgreich veröffentlicht worden war. Nachdem Hülder jedoch die Zwischenrechnung für das Studio in Bochum-Langendreer nicht bezahlt hatte, war die Weiterarbeit an dem Album blockiert. Peter Hein und Xaõ Seffcheque konnten erst Anfang 1985 das 24-Spur-Band auslösen. Die Vertriebszusage und der Vorschuss durch EFA (1982 im Umfeld der Band Ton Steine Scherben gegründet) ermöglichten es der Band, das Album 1985, also mit einem Jahr Verspätung, in der Klangwerkstatt Düsseldorf und bei Rolf Lammers in Köln fertigzustellen und abzumischen.
Die Inspiration für das Cover erhielten Hein und Seffcheque durch die Verpackung eines Modellbausatzes der Firma Airfix, auf der Blenheim-Flugzeuge der französischen Résistance abgebildet waren, mit denen die Exilanten von England aus Einsätze gegen das Deutsche Reich flogen. Auf den beiden Innenseiten des Klappcovers ist Rudi Dutschke abgebildet, eingerahmt von den Liedtexten. Auf der Rückseite ist ein Fish-Eye-Foto der Band des Düsseldorfer Fotografen Guido Havemann zu sehen.

## Titelliste
1. Du wärst so gern dabei – 3:02
2. Katja – 2:59
3. Die kapieren nicht – 4:15
4. 200.000 Stunden – 4:05
5. Mother Night – 4:09
6. Gloria – 4:19
7. Schön ist anders – 2:55
8. Der Schaum der Tage – 2:33
9. Wir bleiben – 2:42
10. Nie mehr – 4:00
11. 42 – 3:08
12. The Backstreet Boys – 4:57
13. 1987 – 2:20

## Rezeption
Das Album erhielt überwiegend positive Kritiken.
Ulrich Gutmair schrieb in SPEX: „Inzwischen hat sich herumgesprochen, dass Family 5 eine der wichtigsten deutschen Bands aller Zeiten sind. Jahrzehnte lang waren sie eine Band der 5000. So hoch war die Auflage ihres ersten Albums Resistance, das die meisten Besitzer schon damals für eines der aufregendsten hielten, die jemals in Deutschland erschienen sind. Family-5-Fans schenkte man Vertrauen, als seien sie Schwestern und Brüder, auch wenn man sie eben erst getroffen hatte. Der Witz, eine Punkband so zu nennen, als sei sie eine Disco-Playback-Combo, wurde also noch mal auf ganz andere Weise wahr.“
Plattentests.de stellte fest: „Der gelackten Popwirklichkeit setzten Hein und Co. gewitzten Spott und bissige Slogans entgegen. ‚Liebe wird aufs Ficken reduziert‘ beschwert er sich. Schonungslos skandiert er seine Abneigung gegen faule Hippies, japanische Geldsäcke, gefühlskalte Yuppies und braune Klappspaten. Zwischen seine atemlosen Statements steckt die Familienbande einen sperrigen Bastard aus Ska, Dub, Funk und Rock. […] Von einer zittrigen Hektik angetrieben pusten ihm Bläser den Schaum vom Mund. Doch sein Zorn wird nicht weniger: ‚Ist außer mir denn niemand da, dem das alles stinkt? / Bin ich die Ratte, die bemerkt, dieses Schiff versinkt?‘ […] Ungeschminkte Einsichten für Gymnasiasten, deren große Brüder ein paar Jahre vorher Sicherheitsnadeln im Ohr hatten.“
Und laut.de meint: „Ein wichtiges Element kommt dem Ausdruck der Stimme zu und diese passt hier wie keine andere: unkonventionell, schrill, ernst, kraftvoll und nie zweifelhaft klingt Peter Hein, sondern immer bestimmt und klar. Musikalisch überzeugen die meisten Stücke. Schon zu Beginn in ‚Die kapieren nicht (Ran, Ran, Ran)‘ geht die einleitende Gitarrenmelodie gnadenlos zwingend in den stampfenden Maschinenton über, der so typisch ist für den revolutionären Sound der späten siebziger Jahre. Eigentlich handelt es sich hier um feinste Dogmamusik: Vermeidung eines typischen Liedschemas, selten wiederkehrende Elemente und alles immer ein wenig verwackelt wie die Aufnahmen einer Handkamera. Über die oft wütende Musik aus treibendem Schlagzeug, unkonventionellem Bass und plärrender Gitarre legen die Family 5 in zahlreichen Stücken herrliche Bläsersätze. So kommt es sogar zu Ska- und Jazzelementen.“

## Veröffentlichungen
Nach der Erstveröffentlichung als LP 1985 erschien das Album auf dem Wuppertaler Label Paul! 2002 unter dem Titel Das Brot der frühen Jahre als CD, ergänzt um sieben weitere Titel aus dem Frühwerk der Band.
2017 veröffentlichte Tapete Records Wir bleiben, eine Box mit 5 CDs, die das gesamte Studio-Oevre von Family 5 der ersten Dekade 1981–1991 beinhaltet. Neben Demos einiger Songs des Albums wurde auch Resistance komplett als CD, inklusive Cover veröffentlicht.
Der Song Der Schaum der Tage wurde mit neuem Text von Hein und Seffcheque unter dem Titel Jochen Hülder gibt ’ne Party Ende 1985 als 7"-Single auf dem Label DAS BÜRO veröffentlicht.
Katja wurde 1986 mit Hintergrundgesang und ebenfalls neuem Text (Hein/Seffcheque) als 7"-Single unter dem Titel Fortuna auf Sneaky Pete Records veröffentlicht, auf der dem von der Band favorisierten Fußballverein Fortuna Düsseldorf gehuldigt wird.

## Trivia
2017 spielte Family 5 das Album live komplett im Rahmen der Konzertreihe Lieblingsplatte im Düsseldorfer ZAKK, wo außer dem 2004 verstorbenen Rainer Mackenthun, der durch Simon Heinen ersetzt wurde, die seit 1986 stabile Bandbesetzung, ergänzt durch das nach mehr als 30 Jahren wieder mit der Band auftretende Gründungsmitglied Markus Wienstroer, auf der Bühne stand.